# Jacob Cornelius van Neck
Jacob Cornelius van Neck (en néerlandais, Jacob Cornelisz van Neck) (1564-15 mars 1638) est un officier de marine et un explorateur néerlandais qui a dirigé la deuxième expédition néerlandaise vers les Indes orientales (1598-1600), où il réussit, à Java et ailleurs, à convaincre les habitants qu'il n'était pas venu comme ses compatriotes dans l'idée de faire du butin mais seulement du commerce. Il revint après 14 mois avec un riche chargement (entre autres 600 000 livres de poivre, 250 000 livres de clous de girofle, 20 000 livres de noix de muscade et 200 livres de macis).

## Les aventures de van Neck
Pendant que l'amiral avec une partie de sa petite flotte cherchait du ravitaillement à Madagascar, l'autre partie se rendait dans le même but à l'Île Maurice. L'île portait encore son nom portugais d'île des Cygnes et on en comprendra vite la raison. Le soir venu, les marins revinrent à bord avec neuf exemplaires d'une sorte de grands oiseaux qu'il appelèrent dodos, plus gros que des dindons, et qui portaient des ailes trop petites pour pouvoir voler. Leur viande était coriace, mais la faim la fit apprécier. Le lendemain on captura de nouveau un grand nombre d'oiseaux parmi lesquels des dodos. Le jour qui suivit, un 20 septembre, on célébra à terre un culte de remerciement. C'était le jour de la kermesse d'Amsterdam et pour cette raison le dodo a porté à l'origine le nom d'«oie de la kermesse ». Comme sur l'île ces oiseaux ne connaissaient pas de prédateurs ils se laissaient attraper facilement et par dizaines, on les tuait et on les salait afin d'avoir des réserves de vivre pour la suite du voyage.
C'est dans la relation de voyage de Willem van Westzanen que pour la première fois on nous montre l'extermination des dodos. Un peu plus d'un demi-siècle plus tard les dodos avaient déjà disparu, ils étaient sous les tropiques parmi les premières victimes de la fièvre d'entreprise qui avait saisi les Pays-Bas. Après déduction des frais, il fut possible de payer un bénéfice de 100 %. Un tel résultat donna un coup de fouet à de nouvelles expéditions et eut une importance capitale pour la fondation de la Compagnie néerlandaise des Indes orientales.
L'histoire de Jacob van Neck est un exemple frappant pour nous montrer dès le début des entreprises coloniales la façon radicalement différente dont les événements sont racontés dans les sources néerlandaises et dans les sources étrangères. Lors de son premier voyage vers les Indes et Madagascar, il essayait bien d'acheter de la nourriture à la population locale mais c'était faute de mieux. On s'est procuré par exemple une vache et un veau. Van Neck se contente d'écrire en néerlandais que « nos hommes sont venus de la terre ferme avec ces bêtes ». Seulement l'affaire se trouve présentée d'une autre façon dans la « description authentique », le rapport primitif du voyage dont tous les exemplaires en néerlandais se sont perdus et qui n'a été conservé que dans une traduction anglaise.
Voici ce que nous dit cette « description authentique » : We tooke the King prisoner, who paide for his ransome a cow and a fat calfe. Peut-on dire que Van Neck n'a pas non plus fait exception à la règle que tous les explorateurs néerlandais ont été également des pillards ? Il est certain que pratiquement tout navigateur néerlandais, aussi bien Joris van Spilbergen que le capitaine Olivier van Noort qui fit le tour du monde, considéraient comme normal de piller les côtes étrangères et de dévaliser les autres navires. En tant que princes souverains d'un petit État en France, Guillaume d'Orange et ses successeurs avaient-ils le droit de délivrer des lettres de course ? C'était l'avis des provinces rebelles, ce n'était pas celui de l'Espagne. Par des lettres de commission, des lettres de course ou des lettres d'octroi, un gouvernement offrait à un corsaire sa protection dans un port d'attache, s'il se contentait de s'en prendre  aux seuls navires ennemis et cédait au gouvernement une bonne partie du butin. La république est née de la piraterie. Van Neck et ses capitaines étaient eux aussi en possession des lettres d'octroi.
Son arrière-grand-père faisait déjà partie des régents d'Enkhuizen. Un de ses maîtres les plus importants fut Robbert Robbertszoon, un ultra-libertin qui connaissait admirablement la mer et se retira par la suite à Hoorn comme négociant en alcools ; c'est lui qui lui apprit comment naviguer en mer et se conduire avec les gens. Parmi ceux qui ont dominé le temps des pionniers, Jacob van Neck a la réputation d'avoir été un des moins barbares et un des moins emportés, aussi bien vis-à-vis de ses propres hommes que des gens dans les pays desquels il allait.
En 1600 Van Neck partit pour sa deuxième expédition qui le mena aux Indes et en Chine outre l'île Maurice.
Dans la période de 1622-1626, il fut quatre fois bourgmestre d'Amsterdam.